# Coccineorchis dressleri
Coccineorchis dressleri är en orkidéart som beskrevs av Szlach., Rutk. och Joanna Mytnik-Ejsmont. Coccineorchis dressleri ingår i släktet Coccineorchis, och familjen orkidéer.
Artens utbredningsområde är Panamá. Inga underarter finns listade i Catalogue of Life.